# Bernschlag
Bernschlag ist eine Ortschaft und eine Katastralgemeinde der Gemeinde Allentsteig im Bezirk Zwettl in Niederösterreich. Die Ortschaft hat 126 Einwohner (Stand 1. Jänner 2024). Bis Ende 1966 war Bernschlag eine eigenständige Gemeinde.

## Geografie
Bernschlag liegt nördlich des Truppenübungsplatzes Allentsteig an der Landesstraße L65.

## Siedlungsentwicklung
Zum Jahreswechsel 1979/1980 befanden sich in der Katastralgemeinde Bernschlag insgesamt 69 Bauflächen mit 40.551 m² und 49 Gärten auf 10.258 m², 1989/1990 gab es 72 Bauflächen. 1999/2000 war die Zahl der Bauflächen auf 175 angewachsen und 2009/2010 bestanden 73 Gebäude auf 182 Bauflächen.

## Geschichte
Laut Adressbuch von Österreich waren im Jahr 1938 in der Ortsgemeinde Bernschlag zwei Gastwirte, zwei Gemischtwarenhändler, ein Schmied, ein Schneider, ein Schuster und einige Landwirte ansässig.
Mit 1. Jänner 1967 wurden im Zuge der Niederösterreichischen Kommunalstrukturverbesserung die bis dahin selbständigen Gemeinden Bernschlag und Thaua nach Allentsteig eingemeindet.

## Bodennutzung
Die Katastralgemeinde ist landwirtschaftlich geprägt. 401 Hektar wurden zum Jahreswechsel 1979/1980 landwirtschaftlich genutzt und 240 Hektar waren forstwirtschaftlich geführte Waldflächen. 1999/2000 wurde auf 398 Hektar Landwirtschaft betrieben und 243 Hektar waren als forstwirtschaftlich genutzte Flächen ausgewiesen. Ende 2018 waren 386 Hektar als landwirtschaftliche Flächen genutzt und Forstwirtschaft wurde auf 245 Hektar betrieben. Die durchschnittliche Bodenklimazahl von Bernschlag beträgt 25,7 (Stand 2010).